# Мікстат
Мікстат (пол. Mikstat, нім. Mixtadt, Mixstadt, Mixtad) — місто в західній Польщі.

## Демографія
Демографічна структура станом на 31 березня 2011 року:
|          | Загалом | Допрацездатний вік | Працездатний вік | Постпрацездатний вік |
| -------- | ------- | ------------------ | ---------------- | -------------------- |
| Чоловіки | 927     | 180                | 680              | 67                   |
| Жінки    | 979     | 168                | 632              | 179                  |
| Разом    | 1906    | 348                | 1312             | 246                  |